# Liste der Großmeister des Lazarus-Ordens

Großmeisterwappen des Lazarusordens

Dieser Artikel listet chronologisch die Großmeister des Lazarus-Ordens und die in ihrer Nachfolge stehender Orden und Organisation auf.

## Großmeister im Heiligen Land (Jerusalem und Akkon)
- Gérard de Martigues (108?–1120)
- Boyant Roger (1120–1131)
- Jean (ab 1131)
- Barthélémy (um 1153)
- Itier (um 1154)
- Hugues de Saint-Pol (um 1155)
- Raymond du Puy (1157–1159)
- Lambertus (um 1164)
- Raymond (um 1168)
- Gérard de Monclar (um 1169)
- Bernard (1185–1186)
- Gautier de Neufchâtel oder de Châteneuf (um 1228)
- Raynaud de Flory (1234–1258)
- Jean de Meaux (um 1267)
- Thomas de Sainville (1277–1312)

## Großmeister in Boigny
- Thomas de Sainville (1277–1312)
- Adam de Veau (um 1314)
- Jean de Paris (1342–1349)
- Jean de Coaraze (um 1354)
- Jean le Conte (um 1355)
- Jacques de Besnes alias de Baynes (1368–1384)
- Pierre des Ruaux (1413–1454)
- Guillaume des Mares (um 1460)
- Jean le Cornu (1469–1493)
- François d’Amboise (1493–1500)
- Agnan de Mareuil (1500–1519)
- François de Bourbon, comte de Saint-Pol (1519–1521)
- Claude de Mareuil (1521–1524)
- Jean Conti (1524–1557)
- Jean de Levis (1557–1564)

Nach seinem Tod wird (nicht unumstritten) das Großmeisteramt auf das Priorat Capua verlegt.
- Michel de Seure (1564–1578)
- François Salvati (1578–1586)
- Michel de Seure (1586–1593)
- Armand de Clermont de Chastes (1593–1603)
- Jean-Charles de Gayand de Monterolles (1603–1604)
- Philibert de Nérestang (1604–1620)

Philibert de Nérestang wurde 1608 auch Großmeister des Ordens U. L. F. vom Berge Karmel. Die Großmeisterämter der beiden Orden bleiben seit diesem Zeitpunkt vereinigt.
- Claude de Nérestang (1620–1639)
- Charles de Nérestang (1639–1644)
- Charles-Achille de Nérestang (1645–1673)
- François Michel Le Tellier de Louvois (1673–1691)
- Philippe de Courcillon (1693–1720)
- Louis I. de Bourbon, duc d’Orléans (1720–1752)
- Louis de France, duc de Berry (1757–1773)
- Louis Stanislas Xavier de France, Comte de Provence (1773–1814)

## Großmeister in Capua/Savoyen
- Giannotto Castiglioni (1564–1572)

Der Lazarusorden in Italien wurde 1572 mit dem Mauriziusorden zum Orden der Heiligen Mauritius und Lazarus vereinigt
- Emanuel Philibert (1572–1580)
- Karl Emanuel I. (1580–1630)
- Viktor Amadeus I. (1630–1637)
- Karl Emanuel II. (1638–1675)
- Viktor Amadeus II. (1675–1720)
- Karl Emanuel III. (1720–1730)
- Viktor Amadeus II. (1730–1732)
- Karl Emanuel III. (1732–1773)
- Viktor Amadeus III. (1773–1796)
- Karl Emanuel IV. (1796–1819)
- Viktor Emanuel I. (1819–1824)
- Karl Felix I. (1824–1831)
- Karl Albert I. (1831–1849)
- Viktor Emanuel II. (1849–1878)
- Umberto I. (1878–1900)
- Viktor Emanuel III. (1900–1946)
- Umberto II. (1946–1983)
- Viktor Emanuel (seit 1983)

## Titel der christlich-ökumenischen Vereinigung (ab 1930)

### Großmeister
- Francisco de Borbón y de la Torre (1930–1952)
- Francisco Henri de Borbon et de Borbon (1952–1967)
- Charles Philippe de Borbon Orléans (1967–1969)

### Großmeister der Obedienz Paris (Cossé-Brissac)
- Pierre de Cossé (1969–1986)
- François de Cossé (1986–2004)

### Großmeister der Obedienz Malta
- Francisco de Paula Enrique María Luis de Borbón y Borbón (1973–1995)
- Francisco de Paula de Borbón y Escasany (1995–2004)

### Großmeister („Vereinigter Orden - Malta & Paris Obedienz“)
- Francisco de Paula de Borbón y Escasany, Herzog von Sevilla (2004–2008)
- Carlos Gereda de Borbón, Marquis de Almazan (2008–2018)
- Francisco de Borbón, Graf v.Hardenberg (seit 2018)